# Révolution sicilienne

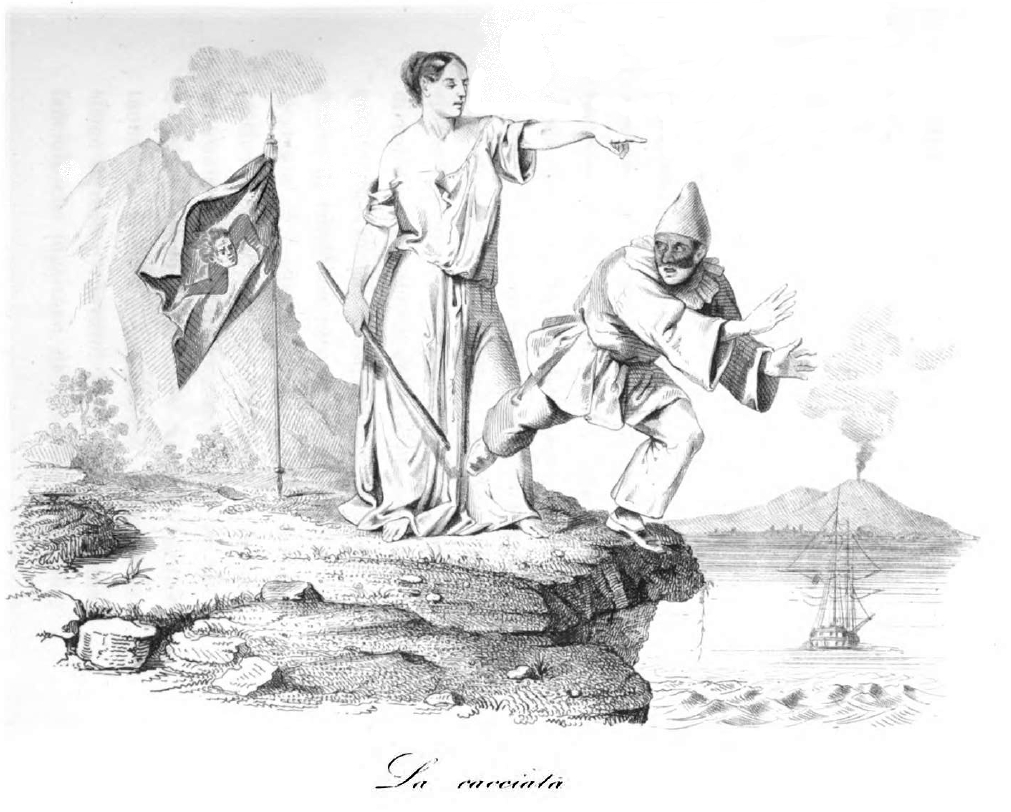
Impression allégorique qui montre l'expulsion des troupes napolitaines de la Sicile au début de l'insurrection

La révolution indépendantiste sicilienne de 1848 a lieu dans une année chargée de révolutions et de soulèvements populaires appelés aussi le printemps des peuples. La révolution sicilienne de cette année revêt une certaine importance pour les quatre raisons suivantes :
1. Elle débute le 12 janvier 1848[1] et elle est donc le premier mouvement révolutionnaire en cette année ;
2. Pas moins de quatre mouvements révolutionnaires ont lieu sur l'île de la Sicile entre 1800 et 1849 (1812, 1820, 1837, 1848) contre les Bourbons[2] qui règnent sur le royaume des Deux-Siciles, cette dernière insurrection conduit à la création d'un état indépendant qui dure environ seize mois ;
3. La constitution qui survit seize mois est très progressiste ;
4. Elle a pour effet d'être le catalyseur de la fin du règne des Bourbons sur le royaume des Deux-Siciles en 1860 ce qui conduit, en 1861, à l'unification italienne.

## Le royaume des Deux-Siciles
Le royaume de Sicile regroupant les deux entités (Île et la partie péninsulaire), créé par les Normands en 1130, fut gouverné par la maison Hohenstaufen puis Charles d'Anjou aux XIIe et XIIIe siècles, avant d'être divisé à la suite de la révolte des vêpres siciliennes en 1282. Le nom des « Deux-Siciles » est une conséquence des événements qui suivirent les vêpres siciliennes.
Les origines de la révolution de 1848 sont antérieures au Congrès de Vienne et datent de 1812. Elles débutent au cours de la tumultueuse période napoléonienne, quand la cour des Bourbons est contrainte de fuir Naples et de s'installer à Palerme avec l'aide de la marine britannique. Les nobles et le parlement sicilien se montrent habiles à tirer profit de l'occasion pour obliger les Bourbons à promulguer une nouvelle constitution pour la Sicile basée sur la Constitution espagnole de Cadix de gouvernance parlementaire, ce qui est, pour l'époque, une constitution libérale. Les ex-royaumes de Naples et de Sicile sont réunis après six siècles de séparation en 1815 par le congrès de Vienne pour devenir le royaume des Deux-Siciles, sous l'autorité d'un monarque bourbon, sans tenir compte des aspirations des populations.
Après le Congrès de Vienne, Ferdinand IV de Naples (Ferdinand III du royaume de Sicile) abolit la nouvelle constitution dès qu'il retrouve la cour de Naples. Il y a une très forte relation entre cet acte politique autoritaire et les nombreuses révoltes populaires qui auront lieu au début du Risorgimento.
En effet, dans l'étude que Francesco Paolo Perez a consacré aux événements dont il est l'un des protagonistes (La révolution sicilienne de 1848 considérée dans ses raisons et dans ses relations avec la révolution européenne), il affirme que les bases du soulèvement se trouvent dans l'absolutisme de Ferdinand II, qui a supprimé la liberté de la presse et les pouvoirs des institutions locales au profit d'un gouvernement centralisé, hiérarchisé et autoritaire. Il considère également plusieurs mesures décidées après les émeutes de 1820, ont fragilisé la Sicile, comme la politique protectionniste, le lourd système d'imposition.

## Le déroulement de la révolution et ses conséquences politiques
La révolution de 1848 est essentiellement organisée et concentrée à Palerme où des manifestations estudiantines début janvier entrainent la fermeture de l'université. La nature populaire de la révolte, conduite par le mazzanien Giuseppe La Masa, se caractérise par le fait que les manifestes et les tracts sont distribués trois jours avant les actes révolutionnaires qui ont lieu le 12 janvier 1848 ; ils incitent à la lutte armée :
| Siciliani! Il tempo delle prighiere inutilmente passò. Inutile le proteste, le pacifiche dimostrazioni. Ferdinando tutto ha sprezzato. E noi popolo nato libero, ridotto fra catene e nella miseria, tarderemo ancora a riconquistare il legittimi diritti? All'armi, figli della Sicilia! la forza dei popoli e onnipresente, l'unirsi dei popoli è la caduta dei re. Il giorno 12 gennaio 1848, all'alba, segnerà l'epoca gloriosa dell'universale rigenerazione. Palermo accoglierà con trasporto quanti siciliani armati si presenteranno al sostegno della causa comune. | Siciliens! le temps des prières est passé inutilement. Les protestations et les manifestations pacifiques sont inutiles. Ferdinand a tout méprisé. Et nous, peuple né libre, réduit aux chaînes et à la misère, tarderons-nous encore à reconquérir nos droits légitimes? Aux armes, fils de la Sicile ! L'omniprésence et la force du peuple, l'union des peuples sont la chute des rois. Le 12 janvier 1848, à l'aube, marquera l'ère glorieuse de la régénération universelle. Palerme accueillera les Siciliens armés qui se présenteront pour soutenir la cause commune. |

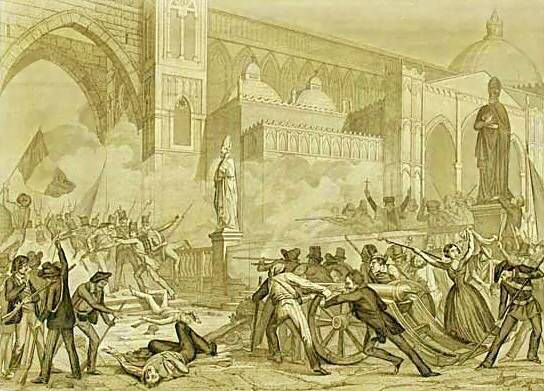
La révolution de Palerme

La date est délibérément choisie : elle coïncide avec l'anniversaire de Ferdinand II des Deux-Siciles, né à Palerme en 1810 lors de la période napoléonienne.
Les libéraux modérés rejoignent le mouvement. Parmi eux, Ruggero Settimo, ancien membre du gouvernement libéral de 1812 et du conseil provisoire de Palerme en 1820, et son ami Mariano Stabile, qui constituent le 28 janvier une garde nationale composée de bourgeois et de nobles et commandée par un banquier anobli, le baron Riso, afin de contenir le mouvement révolutionnaire populaire. Les troupes du général de Sauget évacuent l'île. Toute l'île est alors aux mains des insurgés à l'exception de Messine.
La révolution conduit à la création de l'État de Sicile, sous la forme, le 2 février, d'un comité général révolutionnaire qui tient le rôle de gouvernement provisoire, dont Settimo est président et Stabile secrétaire général. Minoritaires, Francesco Crispi et Pasquale Calvi représentent le courant démocrate qui se fracture avec le soutien des modérés Michele Amari et La Farina obtenu par Stabile en faveur d'une monarchie libéral. Le 10 février, en réponse aux aspirations révolutionnaires, Ferdinand II promulgue une nouvelle constitution qui partage son pouvoir sans le céder. Les pays européens privilégient le statu quo et n'apportent pas de soutien aux Siciliens.
Le 20 février, Giuseppe Mazzini lance un Appel aux Siciliens, les conjurant de dépasser une vision régionaliste ancienne pour combattre à l'unité italienne. Pourtant, les nobles siciliens relancent immédiatement la constitution de 1812, qui reprend les principes de la démocratie représentative et la position centrale du Parlement sicilien, débarrassé de la chambre des pairs, dans la gouvernance de l'État. Un nouveau Parlement est élu le 15 mars par tous les hommes sachant lire et écrire, et se réunit dans l'Église San Domenico de Palerme. Settimo prononce un discours inaugural, écrit par Francesco Ferrara, dans lequel il prône l'adhésion de la Sicile à la ligue douanière italienne promue par Pie IX. Il devient Président du Conseil du 25 mars 1848 au 7 février 1849 et Pietro Lanza lui succède du 8 février 1849 au 7 avril 1849. Le Parlement ne vote pas de redistribution agraire et laisse une large autonomie aux comités de province au détriment de l'ordre et de l'unité dans l'île.
Ferdinand refusant l'autonomie de l'île, le Parlement sicilien déclare unanimement la déchéance de Ferdinand et l'indépendance de l'île le 13 avril 1848,, qui choisit comme étendard le triskèle avec la gorgone sur les trois couleurs révolutionnaires. La Sicile vit pendant seize mois en tant qu’État indépendant. La proposition de La Farina d'instaurer une république est rejetée et le Parlement privilégie une monarchie constitutionnelle porté par un prince italien. Après trois mois, leur choix se porte sur Ferdinand de Savoie, duc de Gênes, fils cadet du roi Charles-Albert de Sardaigne, que les Britanniques soutiennent alors que Pie IX préfèrerait que la couronne aille au fils de Ferdinand II et les Français à Charles de Lorraine. Non sollicité en amont, le duc de Gênes refuse le privilège.
L'Armistice Salasco, le 9 août 1848, est suivi d'un bombardement intensif de quatre jours de Messine du 3 au 6 septembre, puis du débarquement de 20000 soldats napolitains. Elle résiste et est détruite. Les Français et les Anglais obtiennent un cessez-le-feu puis un armistice de six mois le 8 octobre. L'élite sicilienne, incapable de nouer des accords diplomatiques et de trouver un souverain durant cette trêve, ne parvient pas à allier à l'aspiration nationaliste, la demande d'une plus grande justice sociale, à réunir les nobles et bourgeois de la Garde nationale aux hommes investis dans les milices populaires. Le commerce périclite, le chômage augmente, l’organisation administrative s'effondre.
Posé comme un ultimatum, Ferdinand propose une large autonomie de l'île contre l'abandon des décisions postérieures au 12 janvier 1848. Cet acte de Gaète du 28 février 1849, est transmis par le tandem franco-britannique Rayneval-Temple au gouvernement provisoire sicilien, qui le rejette et appelle à la reprise de la guerre en nommant Settimo Père de la Nation le 24 mars.
L'armée des Bourbons, menée par Carlo Filangieri, reprend par la violence le contrôle de l'île, à partir de la ville fortifiée de Messine que le gouvernement sicilien n'avait jamais été en mesure de contrôler. Taormina tombe le 2 avril, Catane le 7. Le gouvernement abandonne le pouvoir à la municipalité de Palerme. Le baron Riso, commandant de la garde nationale, refuse d'affronter les Napolitains pour préserver les propriétés des Palermitains, mais écrase le mouvement populaire resté belliciste. Les libéraux embarquent sur des navires français et britanniques, vers Malte, comme Settimo, dernier à quitter l'île, en Italie du Nord ou en France pour les autres,. Craignant un peuple immaîtrisable, même les démocrates convaincus, tels Pasquale Calvi ou Michele Amari, préfèrent la capitulation. Seuls les mazzaniens Crispi, Pilo et La Masa visent au-delà de la lutte séparatiste vers l'unité italienne, et prendront dès lors une place importante dans la concrétisation du Risorgimento. Cette émigration intellectuelle nourrira l'ouverture et l'inclusion de la pensée sicilienne dans les courants italiens et européens.
« La leçon de 1848-1849 est […] l'échec d'un compromis entre l'ancien, la tradition autonomiste, et le nouveau, le sentiment italien. Mais la dernière décennie d'existence du royaume des Deux-Sicile va consacrer la victoire du nouveau sur l'ancien. »
La révolution qui a lieu à Palerme fait partie d'une série d'événements similaires en Italie, mais est sans doute plus violente que les autres. Elle s'est répandue rapidement à travers l'île et dans le reste de l'Italie, où elle a forcé Charles-Albert, roi de Sardaigne, à suivre l'exemple de Ferdinand II et à promulguer une constitution écrite à la hâte, le Statut albertin.

### Source
- (it) Cet article est partiellement ou en totalité issu de l’article de Wikipédia en italien intitulé « Rivoluzione indipendentista siciliana del 1848 » (voir la liste des auteurs).